# Pierre-François Forissier

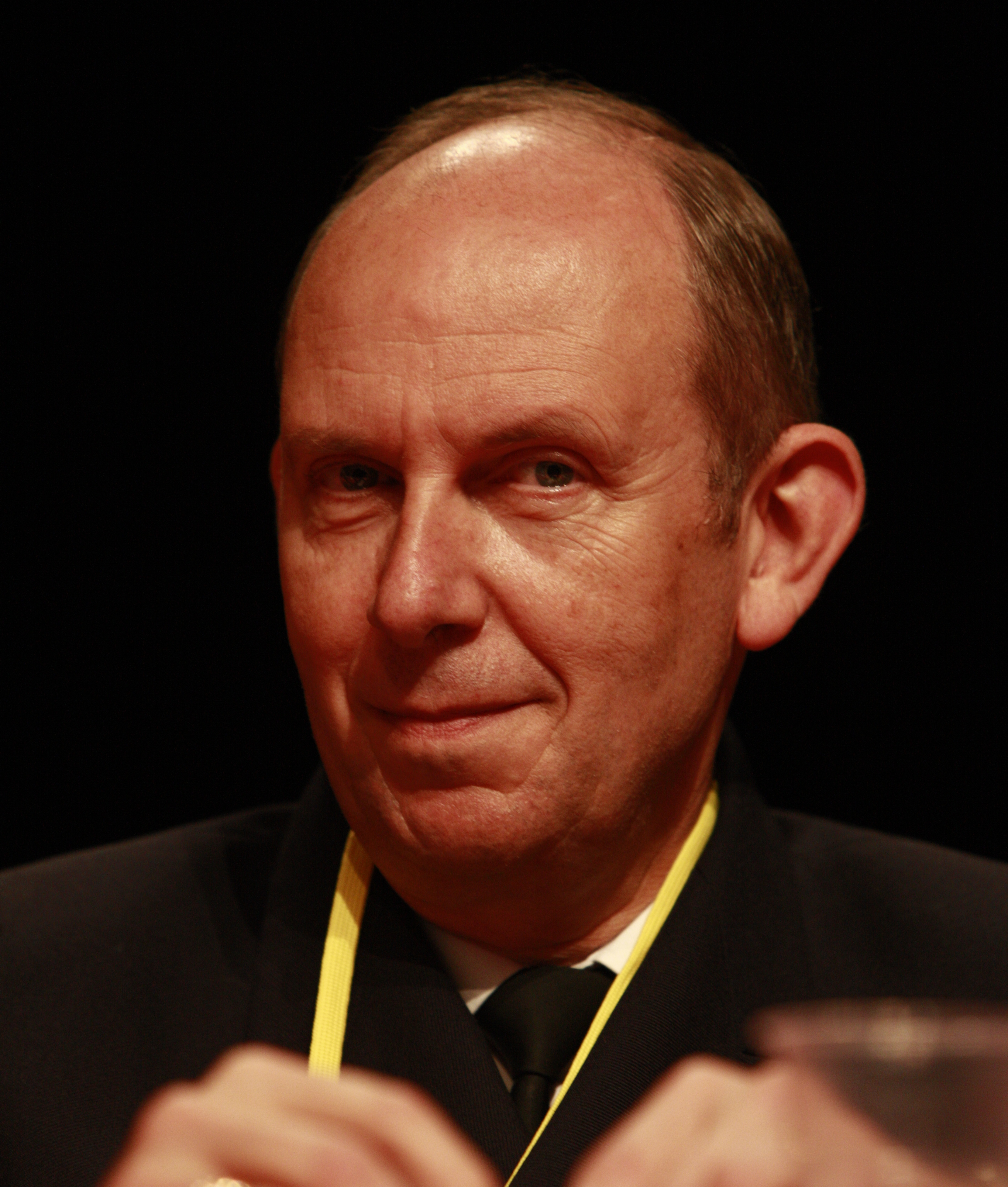
Admiral Pierre-François Forissier (2008)

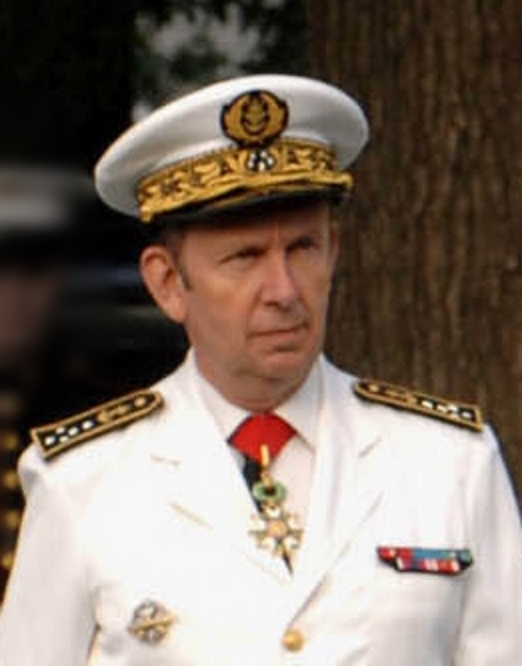
Admiral Pierre-François Forissier (2008)

Pierre-François Forissier (* 29. Dezember 1951 in Lorient, Département Morbihan) ist ein ehemaliger französischer Admiral, der unter anderem zwischen 2005 und 2008 stellvertretender Chef sowie anschließend von 2008 bis 2011 Chef des Generalstabes der Marine war.

## Leben
Forissier, Sohn des Marinearztes Pierre Forissier, absolvierte seine Sekundarschulbildung in Nizza, Marseille und Toulon und trat schließlich 1968 in das Lycée naval de Brest ein. Nach dessen Abschluss begann er 1971 seine Ausbildung zum Seeoffizier an der Marineschule (École navale) in Lanvéoc, die er 1975 abschloss. Er war darüber hinaus Absolvent der U-Boot-Offiziersschule (École des officiers des armes sous-marines) und Ingenieur für Kernenergieingenieurwesen. In der Folgezeit folgten Verwendungen und Ausbildungslehrgänge in Toulon, Brest und Lorient sowie an Bord verschiedener U-Boote. Danach war er stellvertretender Kommandant des U-Bootes Morse, des Atom-U-Bootes Rubis und L’Inflexible. Er war ferner Kommandant der roten Besatzung von Rubis sowie der blauen Besatzung des Atom-U-Bootes Le Tonnant und des Weiteren Nautischer Offizier der 20. Minenjagd-Abteilung sowie des Minenjagdbootes Glycine. 1990 wurde er zum Fregattenkapitän (Capitaine de Frégate) befördert und wurde Manöveroffizier des Flugzeugträgers Foch. Zeitweilig war er Prüfer am Hochschulinstitut für Studien der nationalen Verteidigung IHEDN (Institut des hautes études de Défense nationale) und am Zentrum für Militärstudien CHEM (Centre des hautes études militaires).
Nach seiner Beförderung zum Kapitän zur See (Capitaine de Vaisseau) wurde Forissier 1993 stellvertretender Kommandant des Marineausbildungszentrums in Brest. Danach fand er Verwendung als Stabsoffizier in der Materialabteilung sowie der Planungsabteilung des Marinestabes, in der zunächst stellvertretender Leiter des Referats Studien und Grundsatzplanung sowie später Leiter des Referats Finanzen war. 2001 wurde er zum Flottillenadmiral (Contre-amiral) befördert und fungierte anfangs als stellvertretender Kommandeur der Marineregion Atlantischer Ozean sowie anschließend nach seiner Beförderung zum Konteradmiral (Vice-amiral) als Nachfolger von Konteradmiral Thierry d’Arbonneau zwischen 2004 und seiner Ablösung durch Konteradmiral Yves Boiffin 2005 als Kommandierender Admiral der U-Boot- und strategischen Seestreitkräfte ALFOST (Forces sous-marines/Force océanique stratégique).
2005 wurde Forissier zum Vizeadmiral (Vice-amiral d’escadre) befördert und löste Vizeadmiral Alain Oudot de Dainville als stellvertretender Chef des Generalstabes der Marine (Major général de la Marine) ab. Diesen Posten bekleidete er bis zu seiner Ablösung durch Vizeadmiral Jacques Launay am 4. Februar 2008, woraufhin er selbst wiederum zum Admiral (Amiral) befördert wurde und Admiral Alain Oudot de Dainville nunmehr als Chef des Generalstabes der Marine (Chef d’état-major de la Marine) ablöste. In dieser Verwendung blieb er bis zu seinem Eintritt in den Ruhestand, woraufhin am 12. September 2011 Admiral Bernard Rogel seine Nachfolge antrat.
Forissier, der Großoffizier der Ehrenlegion sowie Kommandeur des Seeverdienstordens ist, ist verheiratet mit Brigitte Desbrest und Vater von vier Kindern.